# Louis Trousselier
Louis Trousselier (Parijs, 29 juni 1881 – Parijs, 24 april 1939) was een Frans wielrenner.

## Biografie
Hij was wielrenner van 1901 tot 1914, waarvan het eerste jaar als amateur en daarna als professioneel wielrenner. Hij is het meest bekend om zijn overwinning in de Ronde van Frankrijk in 1905. Trousselier was een Parijzenaar in hart en nieren en werd na zijn overwinning in de Tour als een held in Parijs binnengehaald. Hij stond bekend als een vrolijk en sympathiek iemand, vol met kwinkslagen en een vrolijk en innemend gezicht met een prachtige hangsnor. Om deze redenen had hij de bijnaam Trou-Trou. Hij stamde uit een familie die meerdere sporthelden heeft voortgebracht; zijn broers André en Leopold waren eveneens wielrenner. André won onder meer Luik-Bastenaken-Luik in 1908 en was bovendien doelman van Racing Club de France. Van 1906 tot 1914 nam Trou-Trou ook deel aan de Ronde van Frankrijk. In 1906 werd hij nog derde in het eindklassement, maar in 1907 verliet hij de Ronde in Bordeaux na een door zijn ploeg Alcyon aangevochten rituitslag in Metz, waar de jury de overwinning aan zijn medevluchter Emile Georget toekende. Hij kon in alle volgende rondes geen vervolg geven aan zijn grote succes uit 1905. Wel werd hij nog winnaar van de klassiekers Parijs-Roubaix (1905) en Bordeaux-Parijs (1908).
Bij het uitbreken van de Eerste Wereldoorlog beëindigde hij zijn wielercarrière en opende hij een bloemenzaak in hartje Parijs, dit werd een van de drukst bezochte winkels van de stad.

## Belangrijkste uitslagen
1900
- 3e - Olympische Spelen, baan, puntenkoers, amateurs

1901
- 1e - Parijs-Caen, amateurs

1902
- 1e - Parijs-Rennes
- 1e - Toulouse-Luchon-Toulouse

1903
- 1e - Roubaix-Antwerpen
- 1e - Louvries-Chartres
- 1e - Guingamp-Lamballe-Guingamp
- 3e - Parijs-Roubaix

1905
- 1e - 1e etappe Ronde van Frankrijk
- 1e - 3e etappe Ronde van Frankrijk
- 1e - 5e etappe Ronde van Frankrijk
- 1e - 7e etappe Ronde van Frankrijk
- 1e - 9e etappe Ronde van Frankrijk
- 1e - Eindklassement Ronde van Frankrijk
- 1e - Parijs-Roubaix
- 1e - Parijs-Valenciennes
- 1e - Brussel-Roubaix
- 2e - 4e etappe Ronde van Frankrijk
- 3e - 2e etappe Ronde van Frankrijk
- 3e - 6e etappe Ronde van Frankrijk
- 3e - 8e etappe Ronde van Frankrijk

1906
- 1e - Parijs-Tourcoing
- 1e - 7e etappe Ronde van Frankrijk
- 1e - 9e etappe Ronde van Frankrijk
- 1e - 10e etappe Ronde van Frankrijk
- 1e - 11e etappe Ronde van Frankrijk
- 2e - Parijs-Tours
- 2e - Bol d’Or
- 3e - Eindklassement Ronde van Frankrijk
- 3e - Bordeaux-Parijs
- 4e - Parijs-Roubaix

1907
- 1e - 1e etappe Ronde van Frankrijk
- 2e - 2e etappe Ronde van Frankrijk
- 3e - 7e etappe Ronde van Frankrijk
- 3e - Parijs-Roubaix
- 3e - Frans Kampioenschap op de weg

1908
- 1e - Bordeaux-Parijs
- 2e - Frans Kampioenschap op de weg
- 3e - Parijs-Brussel

1909
- 1e - 11e etappe Ronde van Frankrijk
- 2e - 7e etappe Ronde van Frankrijk
- 2e - 14e etappe Ronde van Frankrijk
- 2e - Parijs-Roubaix
- 2e - Bordeaux-Parijs
- 3e - Ronde van Lombardije
- 3e - 2e etappe Ronde van Italië
- 8e - Eindklassement Ronde van Frankrijk

1910
- 1e - Circuit van Brescia
- 1e - 12e etappe Ronde van Frankrijk
- 2e - Parijs-Tours
- 2e - Bordeaux-Parijs
- 3e - 4e etappe Ronde van Frankrijk

1911
- 1e - 24 uur van Parijs
- 2e - Milaan-San Remo

1913
- 11e - Eindklassement Ronde van Frankrijk

1914
- 2e - Parijs-Nancy
- 4e - Bordeaux-Parijs
- 38 - Eindklassement Ronde van Frankrijk

## Resultaten in voornaamste wedstrijden
| Jaar | Ronde van Italië | Ronde van Frankrijk | Ronde van Spanje |
| ---- | ---------------- | ------------------- | ---------------- |
| 1903 |                  |                     |                  |
| 1905 |                  | ↑ (5)               |                  |
| 1906 |                  | ↑ (4)               |                  |
| 1907 |                  | opgave (1)          |                  |
| 1908 |                  | opgave              |                  |
| 1909 |                  | 8e (1)              |                  |
| 1910 |                  | opgave (1)          |                  |
| 1911 |                  | opgave              |                  |
| 1913 |                  | 11e                 |                  |
| 1914 |                  | 38e                 |                  |

| Jaar | Milaan-San Remo | Parijs-Roubaix | Ronde van Lombardije | Parijs-Tours | Parijs-Brussel |
| ---- | --------------- | -------------- | -------------------- | ------------ | -------------- |
| 1903 |                 | ↑              |                      |              |                |
| 1905 |                 | ↑              |                      |              |                |
| 1906 |                 | 4e             |                      | Zilver       |                |
| 1907 |                 | ↑              |                      |              |                |
| 1908 | 5e              | 5e             |                      |              | Brons          |
| 1909 |                 | ↑              | Brons                |              |                |
| 1910 |                 |                |                      | Zilver       | 9e             |
| 1911 | ↑               |                |                      |              |                |
| 1913 |                 |                | 11e                  |              |                |
| 1914 |                 | 16e            |                      |              |                |

- Bibliothèque nationale de France: cb14975183q (data)
- International Standard Name Identifier: 0000 0004 5095 6991
- Virtual International Authority File: 316737089